# Demolition
Demolition – czternasty album zespołu Judas Priest. Został wydany 31 lipca 2001 roku nakładem wytwórni SPV. Jest to drugi i jednocześnie ostatni album studyjny z Timem Owensem.
Według danych z kwietnia 2002 album sprzedał się w nakładzie 42,831 egzemplarzy na terenie Stanów Zjednoczonych.

## Lista utworów
1. "Machine Man" - 5:35
2. "One on One" - 6:44
3. "Hell Is Home" - 6:18
4. "Jekyll and Hyde" - 3:19
5. "Close to You" - 4:28
6. "Devil Digger" - 4:45
7. "Bloodsuckers" - 6:18
8. "In Between" - 5:41
9. "Feed on Me" - 5:28
10. "Subterfuge" - 5:12
11. "Lost and Found" - 4:57
12. "Cyberface" - 6:45
13. "Metal Messiah" - 5:14

## Twórcy
- Tim Owens – wokal
- K.K. Downing – gitara
- Glenn Tipton – gitara
- Ian Hill – gitara basowa
- Scott Travis – perkusja